# 2e étape du Tour de France 2015
Pour un article plus général, voir Tour de France 2015.
La 2e étape du Tour de France 2015 se déroule le dimanche 5 juillet 2015 entre Utrecht et l'île artificielle de Neeltje Jans aux Pays-Bas (officiellement sur la commune de Vrouwenpolder) sur une distance de 166 kilomètres. Le nom officiel de cette étape est « Ultrecht – Zélande », Zélande étant le nom de la province où se situe l'île. C'est une étape de plaine. 
Elle est remportée au sprint par l'Allemand André Greipel, de l'équipe Lotto-Soudal, qui devance le Slovaque Peter Sagan (Tinkoff-Saxo) et le Suisse Fabian Cancellara (Trek Factory). Celui-ci prend la première place du classement général.

## Parcours
Au départ la ville d'Utrecht, la course prend la direction de Rotterdam (passage de la ville de Gouda), dont elle traverse le centre ville, entre le 80e et le 89e kilomètre. Après un passage à Hellevoetsluis, le peloton traverse le Haringvliet, bras de mer allimenté par la Meuse. Il traverse ensuite l'île de Goeree-Overflakkee, près de Goedereede, pour rejoindre Ellemeet et Burgh, sur l'île de Schouwen-Duiveland, pour arriver à Neeltje Jans. En dehors de la traversée de Rotterdam et Brouwersdam, le profil de l'étape est pratiquement plat, varia d'une altitude de -5 à 6 mètres. Il n'y a donc ni col, ni côtes sur cette journée. Le seul sprint intermédiaire du jour se joue à l'entrée de Rotterdam, le long de la Meuse.

## Déroulement de la course

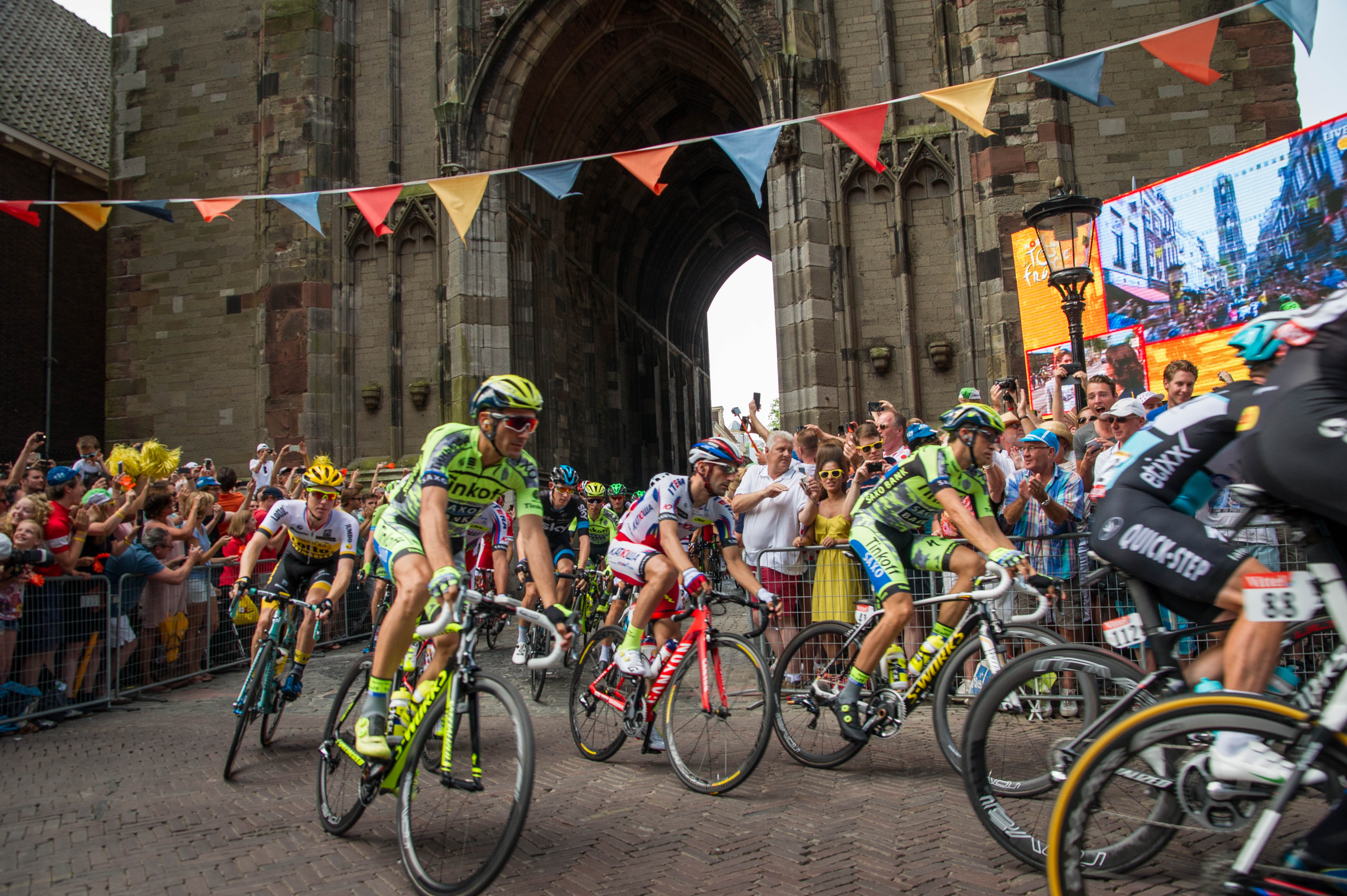
Passage des coureurs à la cathédrale Saint-Martin d'Utrecht.

Première attaque dès le drapeau de départ du Français Armindo Fonseca auquel s'accrochent Stef Clement, Jan Bárta et Perrig Quemeneur. Les quatre échappés ne parviendront à devancer le peloton que de quelques minutes car l'équipe Tinkoff-Saxo de Alberto Contador, dans le but de durcir la course, se lance à leur poursuite, aidée par l'équipe BMC Racing du maillot jaune Rohan Dennis. Les échappés sont finalement repris à 62 km de l'arrivée par le peloton. 
À 42 km de l'arrivée se forme un groupe d'échappés grâce à des coups de bordure orchestrés par les coureurs de Tinkoff-Saxo de Alberto Contador, d'Etixx-Quick Step puis de Lotto-Soudal, aidés par des vents forts et des averses violentes.
Les 25 échappés finissent l'étape au sprint et les sprinters se mettent en position pour l'emporter. L'arrivée se joue à la photo finish : André Greipel prend le dessus devant Peter Sagan, deuxième, Fabian Cancellara, troisième, et Mark Cavendish en quatrième position. Le peloton prend une minute et 28 secondes de retard sur les 25 échappés dont notamment Alberto Contador et Chris Froome, considérés comme deux des favoris, et qui bénéficient d'une avance intéressante sur leurs concurrents pour la victoire finale.
Au classement général le Suisse Fabian Cancellara hérite du maillot jaune, Tom Dumoulin du maillot blanc, André Greipel du maillot vert. L'équipe BMC Racing est en tête du classement par équipe. L'étape a été parcourue à 47,6 km/h. L'ensemble des 198 coureurs est encore en compétition à l'issue de cette étape.

## Résultats

### Classement de l'étape
| Classement de la 2e étape | Classement de la 2e étape | Classement de la 2e étape | Classement de la 2e étape | Classement de la 2e étape |
|                           | Coureur                   | Pays                      | Équipe                    | Temps                     |
| ------------------------- | ------------------------- | ------------------------- | ------------------------- | ------------------------- |
| 1er                       | André Greipel             | Allemagne                 | Lotto-Soudal              | en 3 h 29 min 3 s         |
| 2e                        | Peter Sagan               | Slovaquie                 | Tinkoff-Saxo              | m.t                       |
| 3e                        | Fabian Cancellara         | Suisse                    | Trek Factory Racing       | m.t                       |
| 4e                        | Mark Cavendish            | Royaume-Uni               | Etixx-Quick Step          | m.t                       |
| 5e                        | Daniel Oss                | Italie                    | BMC Racing                | m.t                       |
| 6e                        | Greg Van Avermaet         | Belgique                  | BMC Racing                | m.t                       |
| 7e                        | Christopher Froome        | Royaume-Uni               | Sky                       | m.t                       |
| 8e                        | Tom Dumoulin              | Pays-Bas                  | Giant-Alpecin             | m.t                       |
| 9e                        | Tony Martin               | Allemagne                 | Etixx-Quick Step          | m.t                       |
| 10e                       | Warren Barguil            | France                    | Giant-Alpecin             | m.t                       |
| modifier                  |                           |                           |                           |                           |

### Points attribués
| Sprint intermédiaire Rotterdam (km 80,5) | Sprint intermédiaire Rotterdam (km 80,5) | Sprint intermédiaire Rotterdam (km 80,5) | Sprint intermédiaire Rotterdam (km 80,5) | Sprint intermédiaire Rotterdam (km 80,5) |
| ---------------------------------------- | ---------------------------------------- | ---------------------------------------- | ---------------------------------------- | ---------------------------------------- |
|                                          | Coureur                                  | Pays                                     | Équipe                                   | Point(s)                                 |
| 1er                                      | Jan Barta                                | République tchèque                       | Bora-Argon 18                            | 20                                       |
| 2e                                       | Stef Clement                             | Pays-Bas                                 | IAM                                      | 17                                       |
| 3e                                       | Armindo Fonseca                          | France                                   | Bretagne-Séché Environnement             | 15                                       |
| 4e                                       | Perrig Quéméneur                         | France                                   | Europcar                                 | 13                                       |
| 5e                                       | John Degenkolb                           | Allemagne                                | Giant-Alpecin                            | 11                                       |
| 6e                                       | Alexander Kristoff                       | Norvège                                  | Katusha                                  | 10                                       |
| 7e                                       | Peter Sagan                              | Slovaquie                                | Tinkoff-Saxo                             | 9                                        |
| 8e                                       | Mark Cavendish                           | Royaume-Uni                              | Etixx-Quick Step                         | 8                                        |
| 9e                                       | Nacer Bouhanni                           | France                                   | Cofidis                                  | 7                                        |
| 10e                                      | Bryan Coquard                            | France                                   | Europcar                                 | 6                                        |
| 11e                                      | André Greipel                            | Allemagne                                | Lotto-Soudal                             | 5                                        |
| 12e                                      | Koen de Kort                             | Pays-Bas                                 | Giant-Alpecin                            | 4                                        |
| 13e                                      | Kenneth Vanbilsen                        | Belgique                                 | Cofidis                                  | 3                                        |
| 14e                                      | Daniele Bennati                          | Italie                                   | Tinkoff-Saxo                             | 2                                        |
| 15e                                      | Michael Schär                            | Suisse                                   | BMC Racing                               | 1                                        |
| modifier                                 |                                          |                                          |                                          |                                          |

| Arrivée d'étape Zélande - Neeltje Jans - Vrouwenpolder (km 166) | Arrivée d'étape Zélande - Neeltje Jans - Vrouwenpolder (km 166) | Arrivée d'étape Zélande - Neeltje Jans - Vrouwenpolder (km 166) | Arrivée d'étape Zélande - Neeltje Jans - Vrouwenpolder (km 166) | Arrivée d'étape Zélande - Neeltje Jans - Vrouwenpolder (km 166) |
| --------------------------------------------------------------- | --------------------------------------------------------------- | --------------------------------------------------------------- | --------------------------------------------------------------- | --------------------------------------------------------------- |
|                                                                 | Coureur                                                         | Pays                                                            | Équipe                                                          | Point(s)                                                        |
| 1er                                                             | André Greipel                                                   | Allemagne                                                       | Lotto-Soudal                                                    | 50                                                              |
| 2e                                                              | Peter Sagan                                                     | Slovaquie                                                       | Tinkoff-Saxo                                                    | 30                                                              |
| 3e                                                              | Fabian Cancellara                                               | Suisse                                                          | Trek Factory Racing                                             | 20                                                              |
| 4e                                                              | Mark Cavendish                                                  | Royaume-Uni                                                     | Etixx-Quick Step                                                | 18                                                              |
| 5e                                                              | Daniel Oss                                                      | Italie                                                          | BMC Racing                                                      | 16                                                              |
| 6e                                                              | Greg Van Avermaet                                               | Belgique                                                        | BMC Racing                                                      | 14                                                              |
| 7e                                                              | Christopher Froome                                              | Royaume-Uni                                                     | Sky                                                             | 12                                                              |
| 8e                                                              | Tom Dumoulin                                                    | Pays-Bas                                                        | Giant-Alpecin                                                   | 10                                                              |
| 9e                                                              | Tony Martin                                                     | Allemagne                                                       | Etixx-Quick Step                                                | 8                                                               |
| 10e                                                             | Warren Barguil                                                  | France                                                          | Giant-Alpecin                                                   | 7                                                               |
| 11e                                                             | Tejay van Garderen                                              | États-Unis                                                      | BMC Racing                                                      | 6                                                               |
| 12e                                                             | Geraint Thomas                                                  | Royaume-Uni                                                     | Sky                                                             | 5                                                               |
| 13e                                                             | Alberto Contador                                                | Espagne                                                         | Tinkoff-Saxo                                                    | 4                                                               |
| 14e                                                             | Rigoberto Urán                                                  | Colombie                                                        | Etixx-Quick Step                                                | 3                                                               |
| 15e                                                             | Tony Gallopin                                                   | France                                                          | Lotto-Soudal                                                    | 2                                                               |
| modifier                                                        |                                                                 |                                                                 |                                                                 |                                                                 |

|   | Coureur           | Pays      | Équipe              | Secondes |
| - | ----------------- | --------- | ------------------- | -------- |
| 1 | André Greipel     | Allemagne | Lotto-Soudal        | 10 s     |
| 2 | Peter Sagan       | Slovaquie | Tinkoff-Saxo        | 6 s      |
| 3 | Fabian Cancellara | Suisse    | Trek Factory Racing | 4 s      |

## Classements à l'issue de l'étape

### Classement général
| Classement général | Classement général | Classement général | Classement général  | Classement général |
|                    | Coureur            | Pays               | Équipe              | Temps              |
| ------------------ | ------------------ | ------------------ | ------------------- | ------------------ |
| 1er                | Fabian Cancellara  | Suisse             | Trek Factory Racing | en 3 h 44 min 1 s  |
| 2e                 | Tony Martin        | Allemagne          | Etixx-Quick Step    | + 3 s              |
| 3e                 | Tom Dumoulin       | Pays-Bas           | Giant-Alpecin       | + 6 s              |
| 4e                 | Peter Sagan        | Slovaquie          | Tinkoff-Saxo        | + 33 s             |
| 5e                 | Geraint Thomas     | Royaume-Uni        | Sky                 | + 35 s             |
| 6e                 | Daniel Oss         | Italie             | BMC Racing          | + 42 s             |
| 7e                 | Rigoberto Urán     | Colombie           | Etixx-Quick Step    | + 42 s             |
| 8e                 | Tejay van Garderen | États-Unis         | BMC Racing          | + 44 s             |
| 9e                 | Greg Van Avermaet  | Belgique           | BMC Racing          | + 48 s             |
| 10e                | Christopher Froome | Royaume-Uni        | Sky                 | + 48 s             |
| modifier           |                    |                    |                     |                    |

### Classement par points
| Classement par points | Classement par points | Classement par points | Classement par points | Classement par points |
| --------------------- | --------------------- | --------------------- | --------------------- | --------------------- |
|                       | Coureur               | Pays                  | Équipe                | Point(s)              |
| 1er                   | André Greipel         | Allemagne             | Lotto-Soudal          | 55 points             |
| 2e                    | Peter Sagan           | Slovaquie             | Tinkoff-Saxo          | 39 pts                |
| 3e                    | Fabian Cancellara     | Suisse                | Trek Factory Racing   | 35 pts                |
| 4e                    | Mark Cavendish        | Royaume-Uni           | Etixx-Quick Step      | 26 pts                |
| 5e                    | Tony Martin           | Allemagne             | Etixx-Quick Step      | 25 pts                |
| 6e                    | Tom Dumoulin          | Pays-Bas              | Giant-Alpecin         | 23 pts                |
| 7e                    | Rohan Dennis          | Australie             | BMC Racing            | 20 pts                |
| 8e                    | Jan Barta             | Tchéquie              | Bora-Argon 18         | 20 pts                |
| 9e                    | Stef Clement          | Pays-Bas              | IAM                   | 17 pts                |
| 10e                   | Daniel Oss            | Italie                | BMC Racing            | 16 pts                |
| modifier              |                       |                       |                       |                       |

### Classement du meilleur jeune
| Classement général du meilleur jeune | Classement général du meilleur jeune | Classement général du meilleur jeune | Classement général du meilleur jeune | Classement général du meilleur jeune |
|                                      | Coureur                              | Pays                                 | Équipe                               | Temps                                |
| ------------------------------------ | ------------------------------------ | ------------------------------------ | ------------------------------------ | ------------------------------------ |
| 1er                                  | Tom Dumoulin                         | Pays-Bas                             | Giant-Alpecin                        | en 3 h 44 min 7 s                    |
| 2e                                   | Peter Sagan                          | Slovaquie                            | Tinkoff-Saxo                         | + 27 s                               |
| 3e                                   | Michał Kwiatkowski                   | Pologne                              | Etixx-Quick Step                     | + 1 min 13 s                         |
| 4e                                   | Warren Barguil                       | France                               | Giant-Alpecin                        | + 1 min 19 s                         |
| 5e                                   | Rohan Dennis                         | Australie                            | BMC Racing                           | + 1 min 20 s                         |
| modifier                             |                                      |                                      |                                      |                                      |

### Classement par équipes
| Classement par équipes | Classement par équipes | Classement par équipes | Classement par équipes |
|                        | Équipe                 | Pays                   | Temps                  |
| ---------------------- | ---------------------- | ---------------------- | ---------------------- |
| 1re                    | BMC Racing             | États-Unis             | en 11 h 13 min 27 s    |
| 2e                     | Etixx-Quick Step       | Belgique               | + 4 s                  |
| 3e                     | Sky                    | Royaume-Uni            | + 51 s                 |
| 4e                     | Tinkoff-Saxo           | Russie                 | + 1 min 4 s            |
| 5e                     | Giant-Alpecin          | Allemagne              | + 1 min 50 s           |
| modifier               |                        |                        |                        |